# Partido judicial de Valencia de Don Juan
El antiguo partido judicial de Valencia de Don Juan era un Partido Judicial de la provincia de León, España.
Desaparece en 1988, pasando su jurisdicción a los de León y La Bañeza.

## Municipios pertenecientes
Estaba situado en el extremo sur de la provincia.
Los 35 municipios bajo su jurisdicción en 1950 eran los siguientes:
- Algadefe
- Ardón
- Cabreros del Río
- Campazas
- Campo de Villavidel
- Castilfalé
- Castrofuerte
- Cimanes de la Vega
- Corbillos de los Oteros
- Cubillas de los Oteros
- Fresno de la Vega
- Fuentes de Carbajal
- Gordoncillo
- Gusendos de los Oteros
- Izagre
- Matadeón de los Oteros
- Matanza de los Oteros
- Pajares de los Oteros
- San Millán de los Caballeros
- Santas Martas
- Toral de los Guzmanes
- Valdemora
- Valderas
- Valdevimbre
- Valencia de Don Juan
- Valverde-Enrique
- Villabraz
- Villacé
- Villademor de la Vega
- Villafer
- Villamandos
- Villamañán
- Villanueva de las Manzanas
- Villaornate
- Villaquejida